# Henryk Rodakowski
Henryk Hipolit Rodakowski (Lviv, 1823. július 9. – Krakkó, 1894. december 28.)  lengyel festő, portréművész.

## Élete

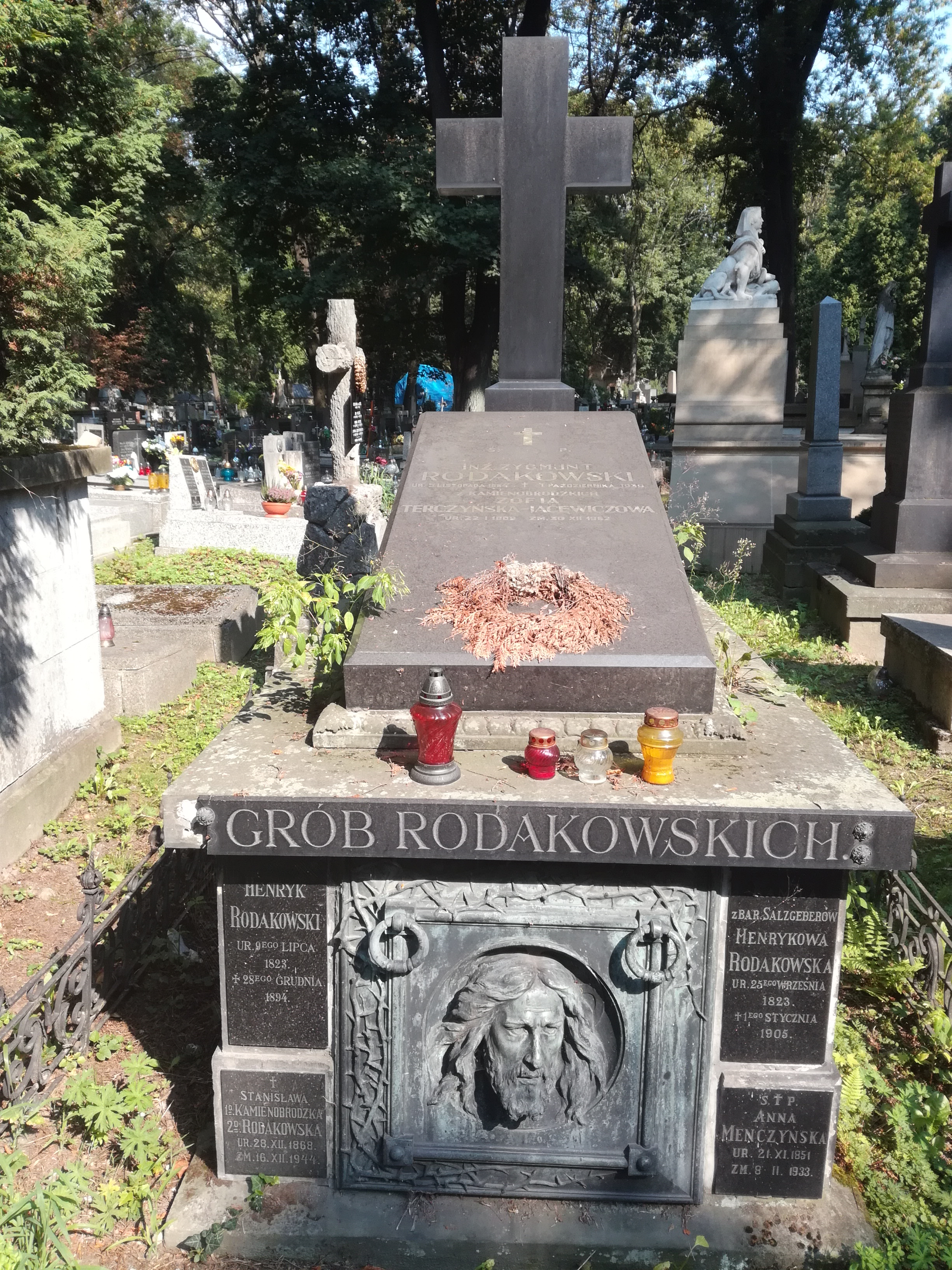
Sírja a krakkói Rakowicki temetőben

Ismert ügyvédcsaládból származott. A családi hagyományt folytatva 1841 és 1845 között Bécsben jogot tanult. Később Joseph Danhauser (1805–1845) és Franz Eybl (1806–1880) mellett festészetet tanult. Az 1846 és 1867 közötti években Párizsban élt, ahol Léon Cogniet-nél folytatta a tanulmányait. 1852-ben aratta első nagyobb sikerét Henryk Dembiński tábornok portréjának megfestésével, amellyel első díjat nyert. Műtermét meglátogatta a híres festő, Eugène Delacroix is.
1861-ben feleségül vette ifjúkora szerelmét, Kamila Blühdornt (született von Salzgebert), akitől két gyermeke született. Dédunokája Jacek Woźniakowski (1920–2012) művészettörténész, író, aki a Znak kiadó társalapítója volt.
1866-ban tagja volt a párizsi Lengyel Történelmi és Irodalmi Társaságnak. Egy évvel később elhagyta Párizst és visszatért Lengyelországba. A Stanisławów melletti Pałahicze-ben élt. Élete végén Krakkóban telepedett le. A barátai közé tartozott Leon Kaplinski festőművész és aktivista..
1893-ban a Szépművészet Barátainak Társasága igazgatója és elnöke, valamint a Nemzeti Múzeum Bizottságának elnöke lett. 1894. december 24-én a Krakkói Képzőművészeti Akadémia igazgatójának jelölték, de négy nappal később váratlanul meghalt. A krakkói Rakowicki temetőben temették el.

## Elismerései, díjai
- A francia Becsületrend kitüntetettje volt.

## Képgaléria

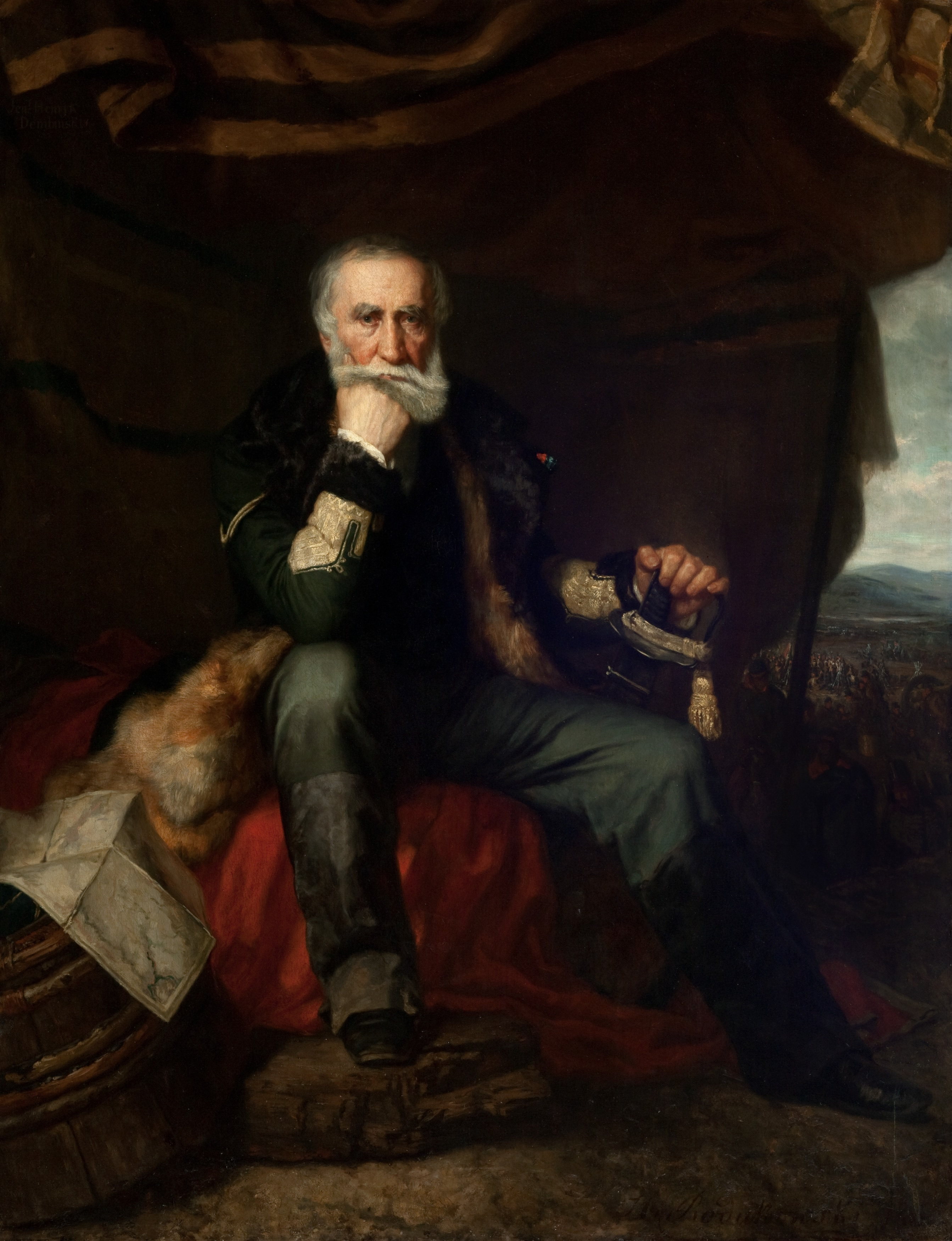
Dembiński tábornok portréja, 1852
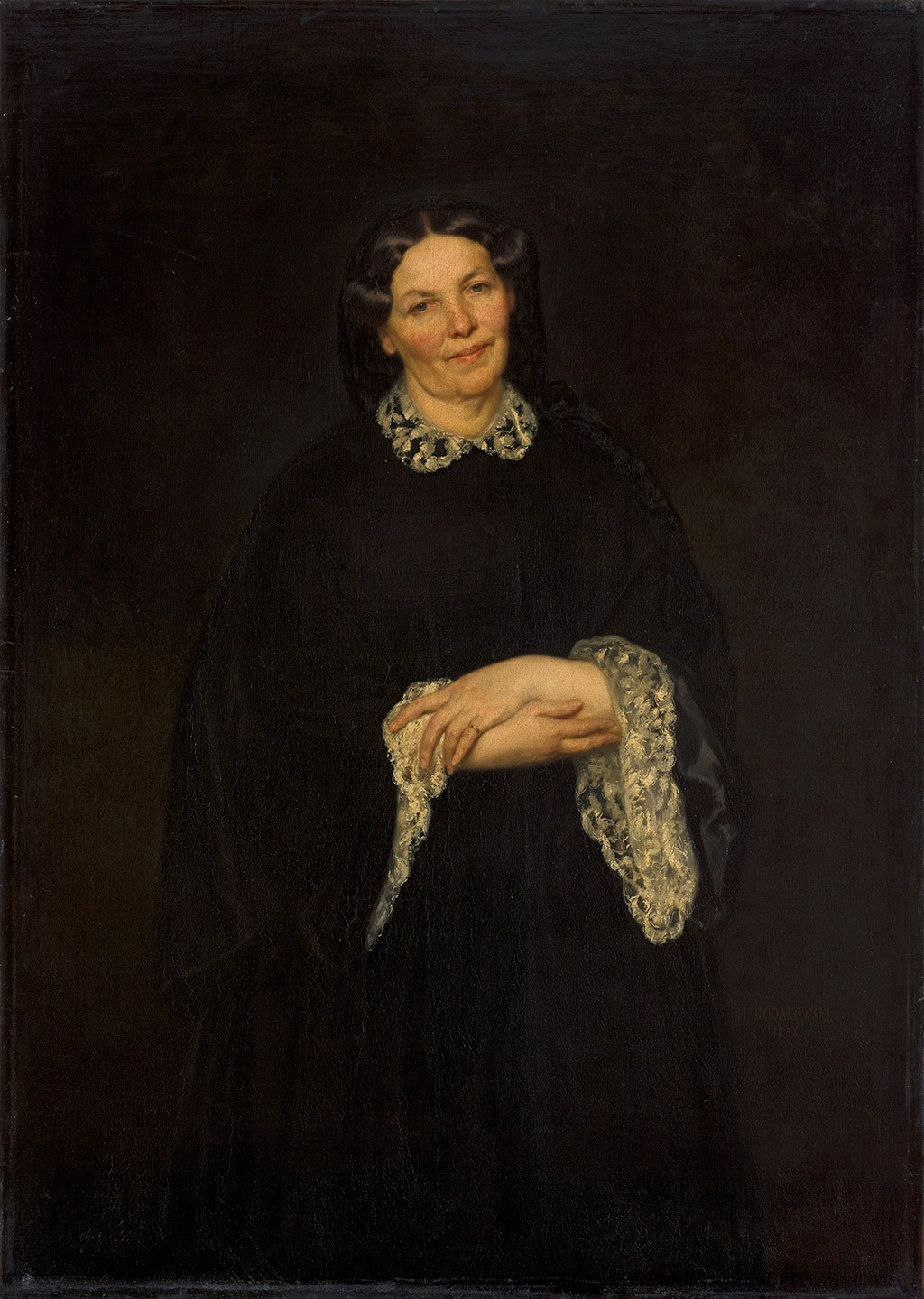
A művész anyjának portréja, 1853
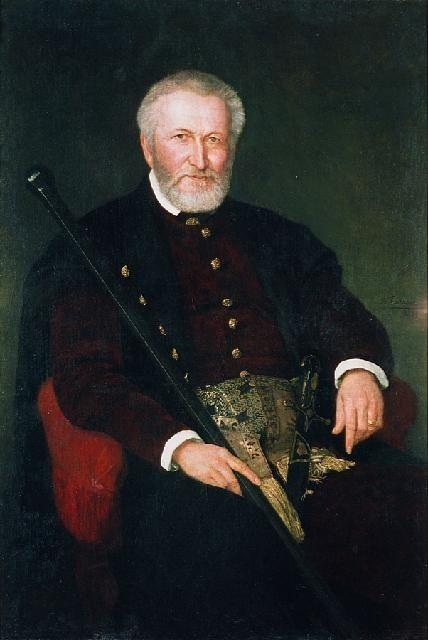
Leon Sapieha portréja, 1878
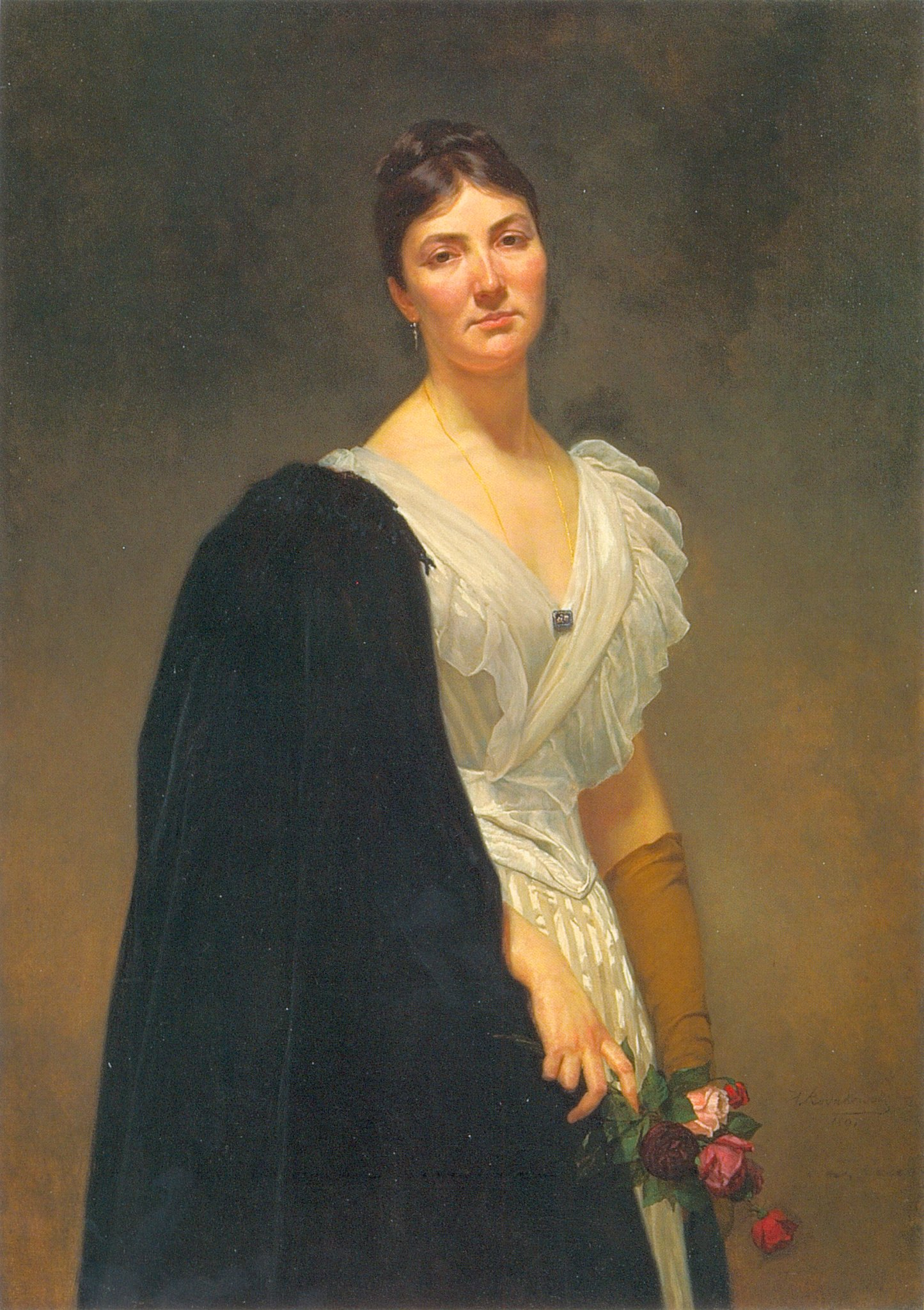
A művész lányának portréja, 1891

## Fordítás
- Ez a szócikk részben vagy egészben  a   Henryk Rodakowski című angol Wikipédia-szócikk ezen változatának fordításán alapul.  Az eredeti cikk szerkesztőit annak laptörténete sorolja fel. Ez a jelzés csupán a megfogalmazás eredetét és a szerzői jogokat jelzi, nem szolgál a cikkben szereplő információk forrásmegjelöléseként.